# Batayporã
Batayporã est une municipalité brésilienne de l'État de Mato Grosso do Sul et la Microrégion de Nova Andradina.